# Peter Orseolo
Peter Orseolo (ook: Urseolo) (ca 1011 - 30 augustus 1059) was de tweede koning van Hongarije. Hij regeerde van 1038 tot 1041 en van 1044 tot 1046. In de jaren daartussen regeerde Sámuel Aba als koning.
Peter was de zoon van Otto Orseolo, doge van Venetië en Maria Árpád, een dochter van Géza en halfzus van de eerste koning Stefanus de Heilige. Hij was eerst gehuwd met Tuta van Ratisbona en -na 1055- met Judith van Schweinfurt, de weduwe van hertog Břetislav I van Bohemen. Zijn zuster Frozza zou huwen met markgraaf Adelbert van Oostenrijk.
Hij raakte in conflict met de meestal heidense adel in zijn land en dit resulteerde in een opstand. Na een driejarige periode van chaos kwam de dynastie der Arpaden weer in het zadel onder Andreas I.